# Ston

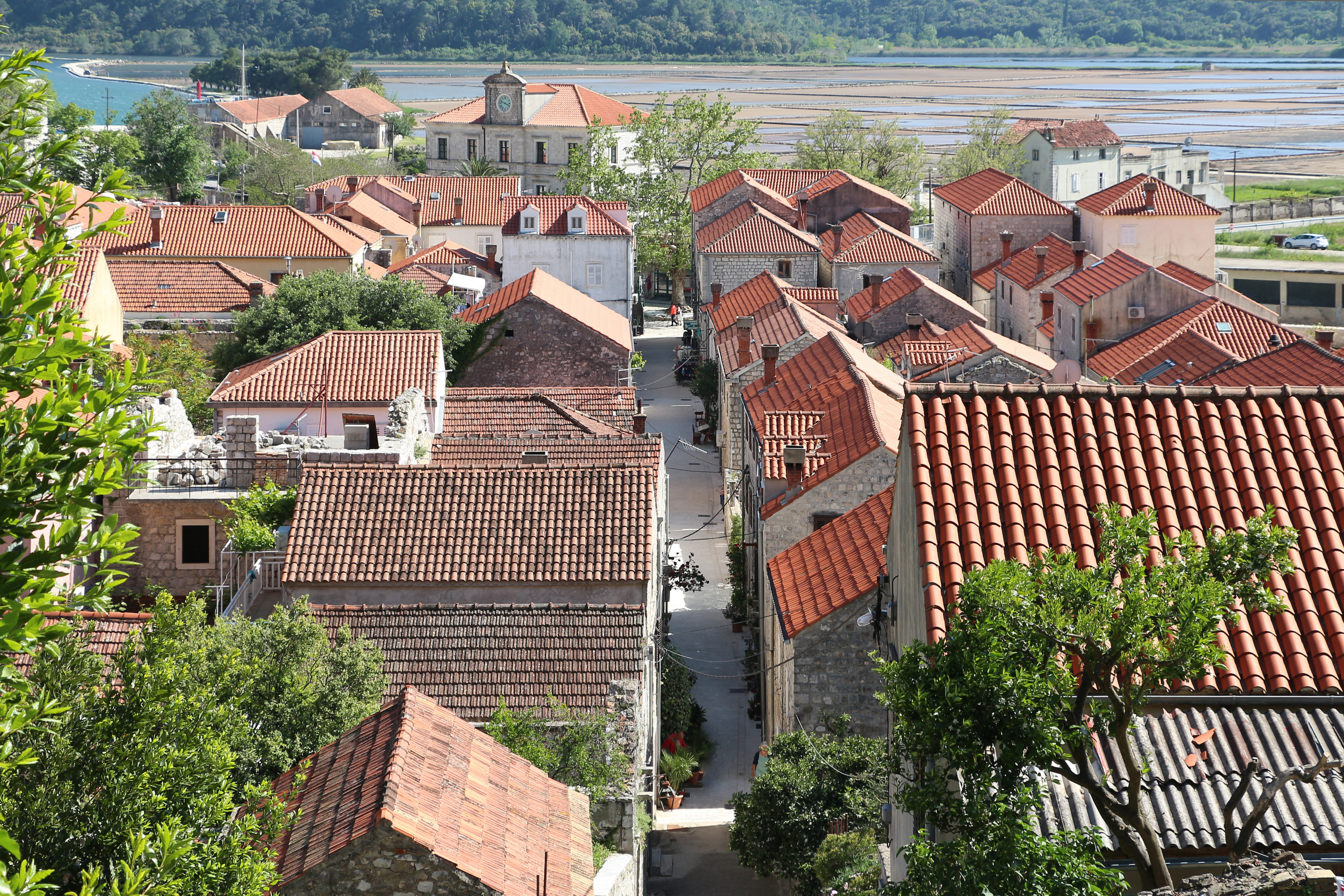
Vista de Ston.

Ston é uma povoação e um município do condado de Dubrovnik-Neretva da Croácia, situado no sul do istmo da península de Pelješac. O município ocupa uma área de 168,7 km2 e tem uma população de 2 491 habitantes (2021), dos quais cerca de 500 vivem no centro urbano.

## História
Devido à sua posição geopolítica e estratégica, Ston tem tido uma história rica desde a Antiguidade Clássica. Situada às portas da península, rodeada por três baías, protegida por quatro colinas, rica em água doce e com fácil acesso ao mar, com planícies férteis, foi um importante centro político, cultural e eclesiástico.
Inicialmente era um povoado ilírio até que a República Romana estabeleceu ali a sua própria colónia, em 167 a.C.
Em 533, em Salona, foi criada uma diocese de Sarsenterum para a zona de Zachlumia (Hum), que pertencia à igreja de Ston (Pardui). Posteriormente, Sarsenterum foi destruída, muito provavelmente na altura da invasão da região pelos ávaros da Panónia. Como Ston não foi alcançada pelos ávaros, foi poupada e tornou-se a sede da župa local.
Com a chegada dos eslavos do sul no século VII, a área do Neretva (das montanhas do norte da Herzegovina até Rijeka Dubrovačka) foi organizada como o principado de Zachlumia, o mesmo que Neretva, Primorje e Zahulje, que também pertencia a Ston com Rat (Pelješac) e Mljet. Os governantes locais reconheciam a suserania do Império Bizantino.
Com o crescimento dos poderes secular e esclesiástico, presume-se que, após o desaparecimento de Sarsenterum, Ston se tenha tornado um centro eclesiástico local. A diocese de Ston é mencionada pela primeira vez em 877, como uma instituição de uma época anterior, e o bispo é listado como sufragâneo do metropolita de Split.
Depois de Mihailo Višević, que governou Zachlumia no século X e reconheceu a autoridade do imperador búlgaro Simeão I, o território foi governado por diferentes dinastias. Por volta de 950, foi brevemente governado pelo príncipe sérvio Časlav da Sérvia. No final do século X, Samuilo era o Senhor de Zachlumia, e o ducado pertencia ao rei Jovan Vladimir de Doclea.
Com a criação da Arquidiocese de Ragusa (Dubrovnik) em 1120, Ston tornou-se sufragânea desta última.
Em 1168, o ducado e Zachlumia foram conquistados por Stefan Nemanja. Trinta anos mais tarde, Zachlumia foi invadida por Andrija, duque da Croácia e da Dalmácia.
A antiga Ston situava-se nas encostas das colinas de Gorica e São Miguel, a sul do campo de Ston. Havia várias igrejas cristãs primitivas, a maior das quais era a Igreja de Santo Estêvão. A igreja do bispado de Maria Madalena manteve-se de pé até ser bombardeada pelos Aliados em 1944. A única igreja que ainda permanece é a igreja de São Miguel, construída no meio do castrum da antiguidade tardia.
A cidade velha original foi demolida pelo terramoto de 1252. Com a chegada da República de Ragusa, foi construída uma nova cidade no local atual. Quando foram efectuadas obras na igreja de São Miguel, no cimo da colina, foram encontrados fragmentos de estuque decorativo romano, lápides romanas e cerâmicas antigas, confirmando esta hipótese. De acordo com algumas fontes, Ston viveu uma guerra civil destrutiva em 1250, e nestes conflitos a cidade sofreu uma grande destruição.
Em 1254, Béla IV da Hungria conquistou o Banato da Bósnia e Zachlumia. Os tempos turbulentos do início do século XIV estenderam-se a todo o país de Zahumlje. A partir de 1304, Zahumlje foi governada por Mladen II Šubić, depois novamente, por um curto período, por um župan sérvio, e então tornou-se parte da Estado Bósnio Medieval, adquirida por Stjepan Kotromanić em 1325.
A usurpação pelos irmãos da Branivojević, obrigou o povo de Ragusa a combatê-los em 1326 com a ajuda de Stjepan II Kotromanić. Nesse ano, a República de Ragusa ocupou Ston. Os habitantes de Ragusa começaram imediatamente a construir e a estabelecer uma nova Ston, para defender o Pelješac e proteger o tráfico de escravos dos Balcãs com o qual tinham obtido grandes rendimentos. Desde o conflito entre o Ban bósnio e o rei de Zahumlje, Dubrovnik comprou a ambos os governantes Pelješac e Ston em 1333, em troca do pagamento do chamado tributo de Ston.
A primeira catedral foi a de Santa Maria Madalena, em Gorica. A igreja de Nossa Senhora de Lužina foi construída no século X. A catedral de São Brás foi construída em 1342 por decisão do Senado, depois de Ston ter aderido à República de Ragusa, no local da atual igreja paroquial danificada. Desde então, Ston foi parte integrante da República de Ragusa até à sua queda, tendo sido a sua segunda cidade mais importante.
Em 1333, Dubrovnik iniciou a construção planeada das fortalezas de Ston (em croata: Veliki Ston) e Pequena Ston (em croata: Mali Ston) no local atual. A fortificação entre as duas cidades ao longo de todo o seu comprimento consistia em grandes muralhas que deveriam defender Pelješac. Todo este complexo de fortificações, único na Europa, foi construído num curto espaço de tempo.
O primeiro mosteiro franciscano em Ston foi construído em 1349; um mosteiro feminino foi acrescentado em 1400. Em 1628, foi construído um convento dominicano nas proximidades de Broce.
A queda da República de Ragusa deveu-se a acontecimentos súbitos e muitas vezes incompreensíveis no século XIX. As muralhas da cidade de Pequena Ston foram demolidas para suprimir a malária. O monumental complexo de fortificações de pedra de Ston desmoronou-se subitamente, em preparação para a visita oficial do imperador austríaco, Franz Joseph. A partir daí, as pedras tornaram-se uma pedreira para novos edifícios e fundações nas proximidades. O restauro dos monumentos de pedra e a reconstrução das fortificações e da torre só foram retomados depois de 1945, mas voltaram a ser danificados na Guerra da Independência da Croácia (1991-1995), seguindo-se o o devastador terramoto de 1996. Recentemente, graças à Sociedade dos Amigos das Muralhas de Dubrovnik, os fortes e as torres de pedra estão a ser reconstruídos, de modo que o monumental complexo de muralhas de pedra começa agora a viver de novo com a sua antiga dignidade.

## Demografia
Segundo o recenseamento de 2021, a sua população era de 2 491 habitantes, dos quais 500 viviam na cidade propriamente dita. Em 2011, eram 2 407.

## Monumentos

### Muralhas de Ston
Depois de a República de Ragusa ter adquirido a península de Pelješac em 1334, necessitou de melhorar a proteção de Ston. Primeiro, em trinta anos, foi erguida uma das mais longas muralhas de defesa da Europa num dos lados da península e, de acordo com um projeto único, foram planeadas duas novas cidades: Ston do Sul e Pequena Ston do Norte, com o objetivo de fixar pessoas para preservar as fronteiras e trabalhar nas salinas que o Estado tinha adquirido. Entre 1461 e 1464, o arquiteto florentino Michelozzo Michelozzi dirigiu a construção da muralha por ordem da República de Ragusa. A Grande Muralha tem 1200 m de comprimento e foi construída para garantir a proteção contra os povos vizinhos. Segundo as crónicas, a construção da muralha durou 18 meses e custou 12 000 ducados.
A fortaleza de Ston foi um dos maiores projectos de construção da época, com um comprimento original de 7 000 m, consistindo nas muralhas de Ston e Peqena Ston. A Grande Muralha é constituída por três fortalezas, e as muralhas e fortalezas são ladeadas por 10 rondas de 31 quadrados e 6 baluartes semi-circulares. O complexo corpo de defesa foi moldado ao longo de quatro séculos, devido ao desenvolvimento dos armamentos.
As muralhas eram de grande importância porque defendiam as salinas que rendiam 15 900 ducados por ano à República de Ragusa, a exploração de marisco e a própria cidade.
Em 1667, cerca de 0,5 km de muralhas foram destruídos num terramoto catastrófico, e as muralhas foram significativamente danificadas nos terramotos de 1979 e 1996.
Em 2004, foram iniciados os trabalhos de recuperação das muralhas obsoletas, com o objetivo de facilitar as visitas à zona entre Ston e Little Ston. Previa-se que as obras estivessem concluídas em maio de 2008, mas apenas a parte original da ponte de Ston foi reconstruída. A reconstrução da Grande Muralha de Ston, no valor de cerca de cinco milhões de kuna (673 000 euros), foi concluída, tendo sido anunciado que as muralhas de pedra com entrada pública serão inauguradas em maio de 2009. Parte da muralha está aberta ao público desde outubro de 2009, mediante pagamento de uma taxa. Até 2013, a parte original da cidade e a estrada foram restauradas. São necessários 15 minutos para chegar à primeira parte e 30 minutos para ir da Grande à Pequena Muralha. Atualmente, a maior parte das muralhas foi restaurada.

## Galeria

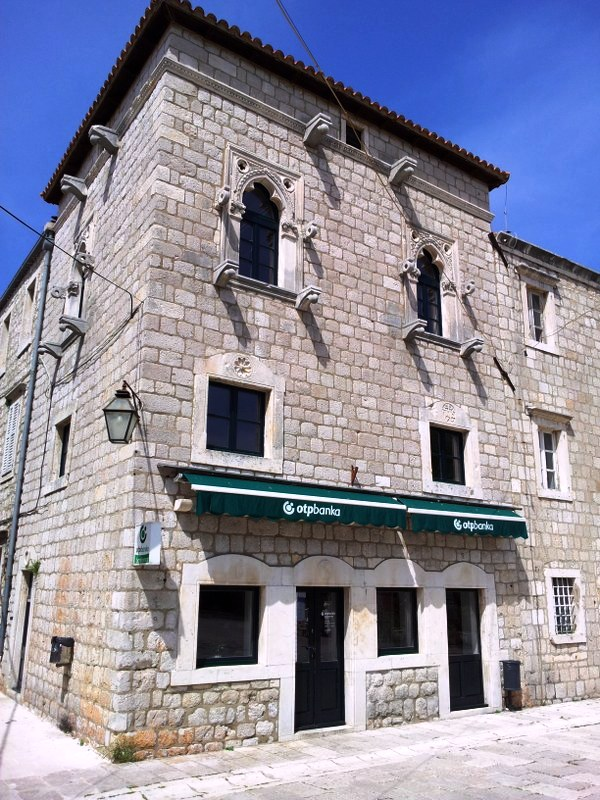
Rua em Ston.
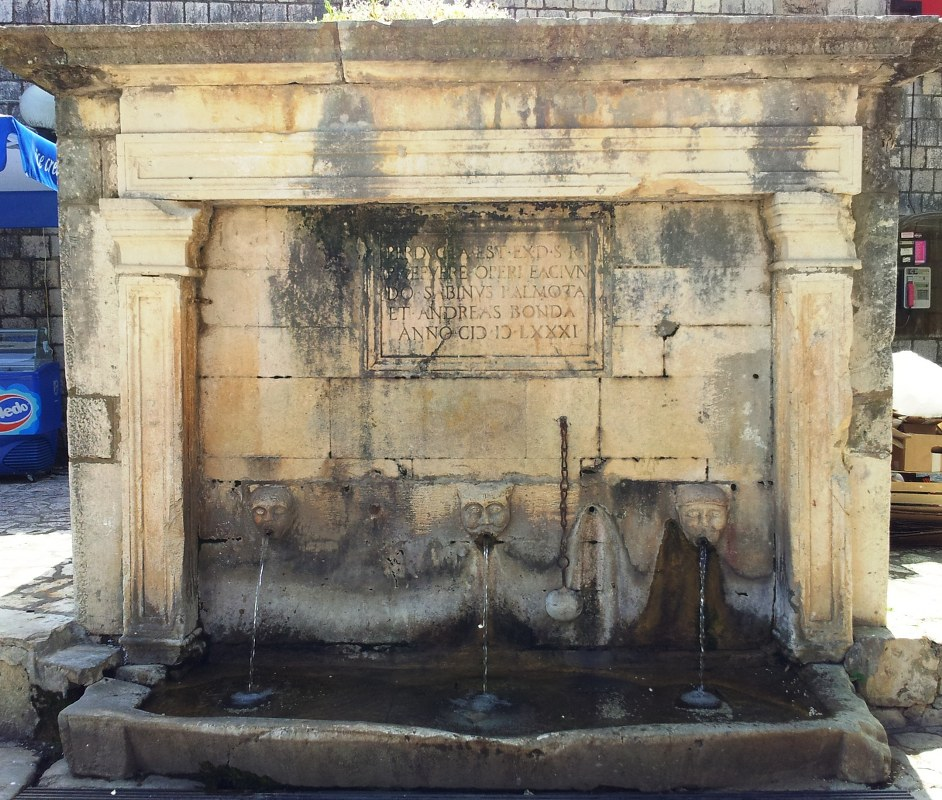
Fonte no centro de Ston.
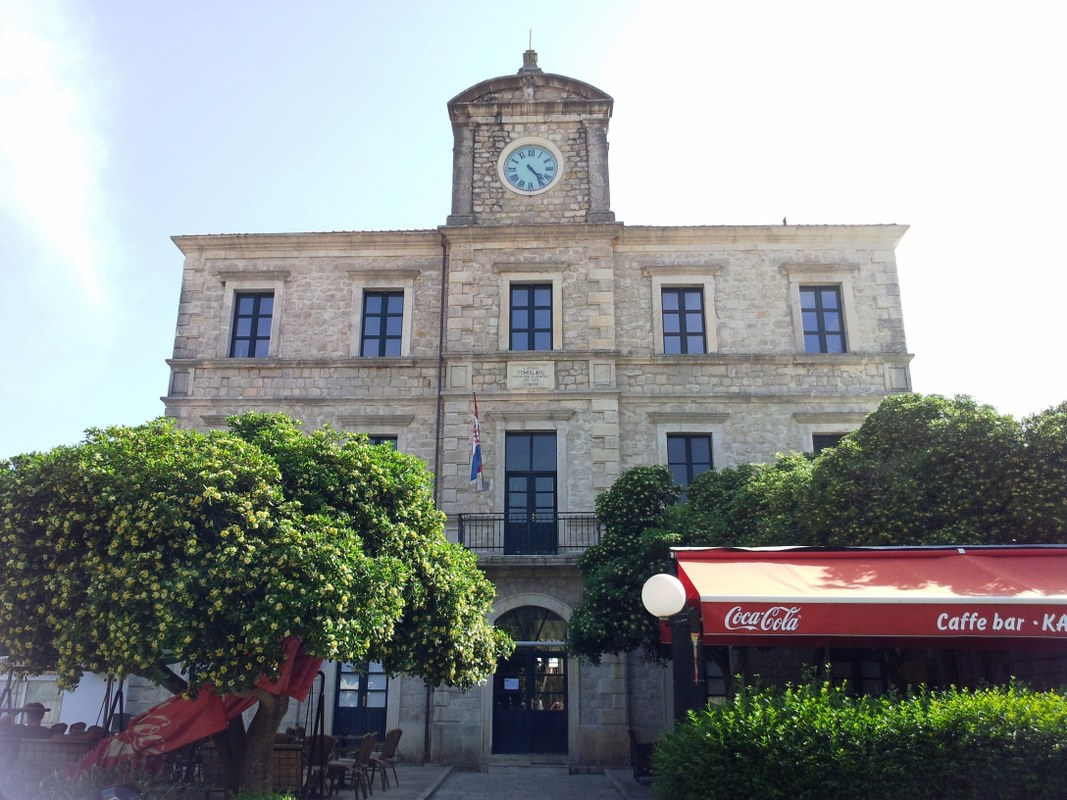
Edifício dos paços do concelho de Ston.
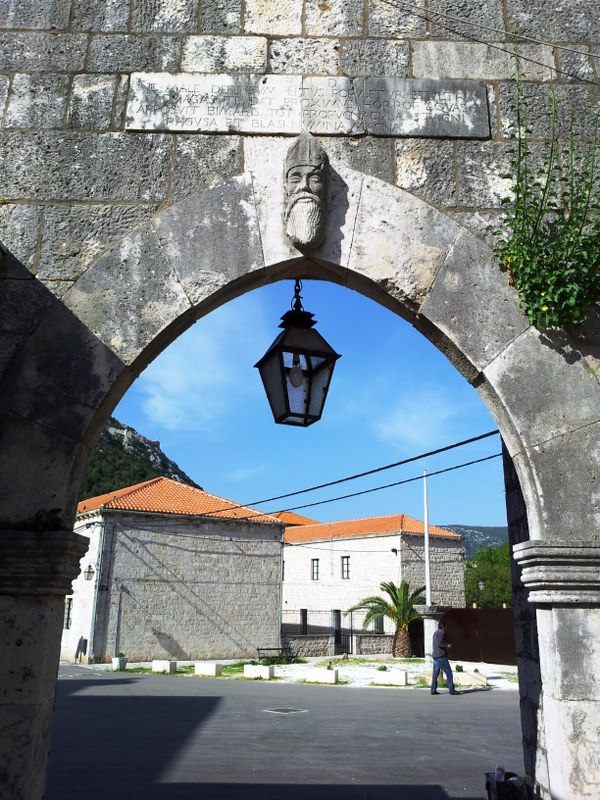
Entrada das muralhas da cidade de Ston.
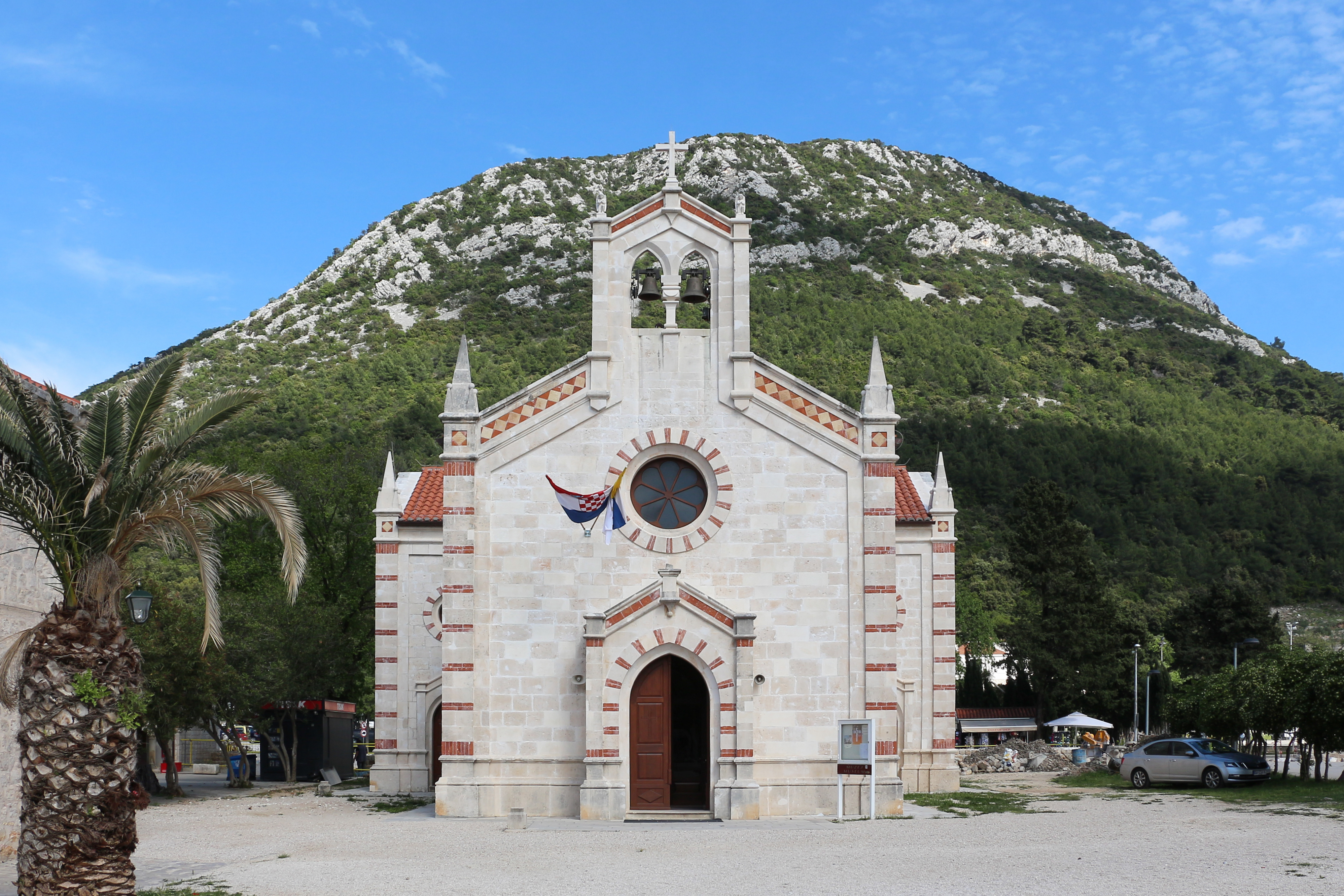
Igreja de São Brás.
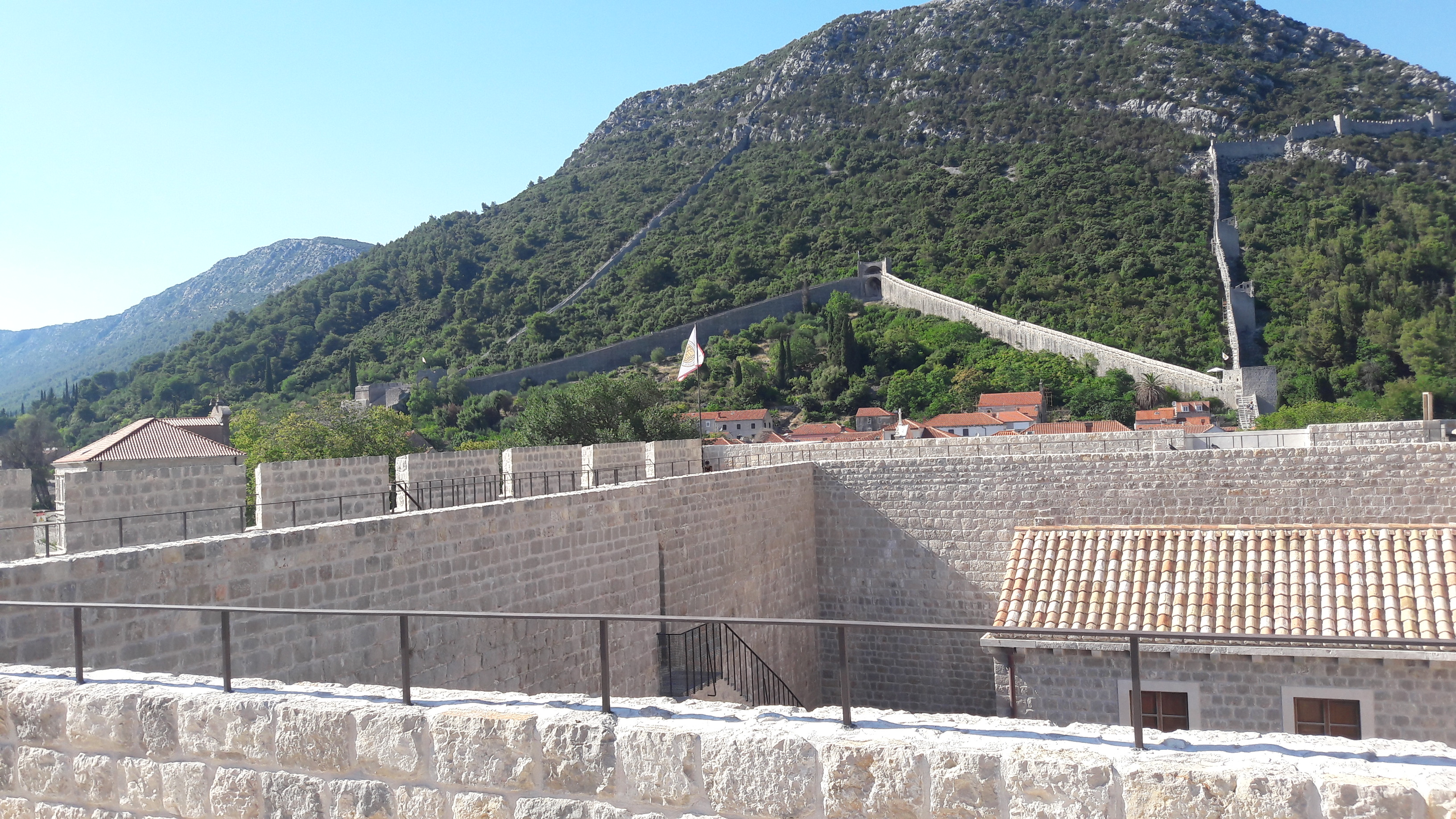
Vista do Forte de Kaštio.